# Artjom Jurjewitsch Kopot
Artjom Jurjewitsch Kopot (russisch Артём Юрьевич Копоть; * 25. Juli 1972 in Tscheljabinsk, Russische SFSR; † 24. Juli 1992 ebenda) war ein russischer Eishockeyspieler, der bis zu seinem Tod für den HK Traktor Tscheljabinsk in der höchsten sowjetischen Spielklasse, der Wysschaja Liga, auf der Position des Verteidigers spielte. Im NHL Entry Draft 1992 war Kopot in der sechsten Runde an 139. Stelle von den Pittsburgh Penguins aus der National Hockey League ausgewählt. Einen Tag vor seinem 20. Geburtstag kam er in seinem Geburtsort bei einem Verkehrsunfall ums Leben. Der größte Erfolg seiner Karriere war der Gewinn der Goldmedaille bei der U20-Junioren-Weltmeisterschaft 1992 in Schweden mit der Mannschaft der Gemeinschaft Unabhängiger Staaten.

## Karriere
Kopot erlernte das Eishockeyspielen in der Nachwuchsabteilung des HK Traktor Tscheljabinsk, einem der Eishockeyklubs seiner Geburtsstadt Tscheljabinsk am Ural. Das Talent des Verteidigers ermöglichte ihm nach dem Fall des Eisernen Vorhangs erstmals bei der U18-Junioren-Europameisterschaft 1990 in Schweden auf sich aufmerksam zu machen. In der Vorrunde qualifizierte sich die Sbornaja, trotz einer Niederlage gegen den Gastgeber, für die Meisterrunde, wo sie aber nicht mehr auf den ersten Platz rücken konnte. Während Schweden die Goldmedaille gewann, kehrte Kopot mit der Silbermedaille nach Tscheljabinsk zurück. Im Turnierverlauf war er in allen sechs Partien der UdSSR zum Einsatz gekommen und hatte ein Tor erzielt sowie ein weiteres vorbereitet.
Nach einem weiteren Jahr im Juniorenkader schaffte Kopot zur Saison 1991/92 den Sprung in den Profikader von Traktor, der zu diesem Zeitpunkt an der Wysschaja Liga, der höchsten sowjetischen Spielklasse, teilnahm. Der Abwehrspieler erhielt auf Anhieb einen Stammplatz im Kader und kam in 28 der 34 Haupt- und Zwischenrundenpartien, in denen er punktlos blieb und 16 Strafminuten erhielt, zum Einsatz. Die Ausfälle waren durch die Teilnahme an der U20-Junioren-Weltmeisterschaft 1992 – Kopots zweitem internationalen Turnier – bedingt. Im Team mit späteren NHL-Spielern wie Nikolai Chabibulin, Alexei Jaschin, Darius Kasparaitis, Alexei Kowaljow, Andrei Nikolischin, Sandis Ozoliņš und seinem Mannschaftskollegen aus Tscheljabinsk, Rawil Gusmanow, errang Kopot mit der Mannschaft der Gemeinschaft Unabhängiger Staaten, die das Turnier noch unter dem Namen und der Flagge der UdSSR begonnen hatte, die Goldmedaille. In der Runde von acht Mannschaften setzte sich die GUS trotz einer Turnierniederlage gegen Schweden und die Vereinigten Staaten durch. Der Verteidiger bestritt alle sieben Spiele seines Teams und bereitete ein Tor vor. Zudem verbrachte er sechs Minuten auf der Strafbank.
Mit Tscheljabinsk hatte Kopot die Spielzeit 1991/92 der Wysschaja Liga auf dem sechsten Rang beendet. Da es den Spielern durch den Zerfall der Sowjetunion inzwischen auch möglich war, außerhalb des Staatenbundes ihrem Sport nachzugehen, war bereits im NHL Entry Draft 1991 ein gesteigertes Interesse der NHL-Franchises an Spielern aus den einstigen Sowjetrepubliken zu erkennen gewesen. Dieser Trend setzte sich auch am 20. Juni 1992 beim NHL Entry Draft 1992 im kanadischen Montréal fort. Mit dem sechsten ihrer insgesamt zehn Wahlrechte und – neben den Tschechoslowaken Martin Straka und Jan Alinč – als einem von drei Europäern wählten die Pittsburgh Penguins den Russen in der sechsten Runde an 139. Stelle aus. Kopot war damit zugleich der erste russische Spieler, der von den Penguins in ihrer Franchise-Geschichte gedraftet worden war.
Gut einen Monat nach dem Draft und einen Tag vor seinem 20. Geburtstag kam Kopot am 24. Juli 1992 bei einem Verkehrsunfall ums Leben. Wie der Pressesprecher der Pittsburgh Penguins, Harry Sanders, am 25. Juli bekannt gab, ereignete sich der Alleinunfall in der Nähe von Kopots Haus in Tscheljabinsk. Weitere Informationen wurden nicht bekannt.

## Erfolge und Auszeichnungen
- 1990 Silbermedaille bei der U18-Junioren-Europameisterschaft
- 1992 Goldmedaille bei der U20-Junioren-Weltmeisterschaft

## Karrierestatistik

### International
Vertrat die UdSSR bei:
- U18-Junioren-Europameisterschaft 1990
- U20-Junioren-Weltmeisterschaft 1992

Vertrat die GUS bei:
- U20-Junioren-Weltmeisterschaft 1992

(Legende zur Spielerstatistik: Sp oder GP = absolvierte Spiele; T oder G = erzielte Tore; V oder A = erzielte Assists; Pkt oder Pts = erzielte Scorerpunkte; SM oder PIM = erhaltene Strafminuten; +/− = Plus/Minus-Bilanz; PP = erzielte Überzahltore; SH = erzielte Unterzahltore; GW = erzielte Siegtore; 1 Play-downs/Relegation; Kursiv: Statistik nicht vollständig)